# Guatteria crassipes
Guatteria crassipes este o specie de plante angiosperme din genul Guatteria, familia Annonaceae, descrisă de Robert Elias Fries. Conform Catalogue of Life specia Guatteria crassipes nu are subspecii cunoscute.